# Arehalli, Sira
Arehalli là một làng thuộc tehsil Sira, huyện Tumkur, bang Karnataka, Ấn Độ.